# Општина Сан Мигел де Аљенде (Гванахуато)
Сан Мигел де Аљенде (шп. San Miguel de Allende) општина је у Мексику у савезној држави Гванахуато. Општина се налази на надморској висини од 1907 м.

## Становништво
Према подацима из 2010. у општини је живело 160383 становника.

### Хронологија
| Година       | 2000                   | 2005                   | 2010                   |
| ------------ | ---------------------- | ---------------------- | ---------------------- |
| Становништво | 134880 (64507 / 70373) | 139297 (65487 / 73810) | 160383 (75878 / 84505) |

### Попис
| \| \| м \| \| \| ж \| \| 0—2 \| 5.160 \| \| \| 4.895 \| \| 3—5 \| 5.395 \| \| \| 5.155 \| \| 6—11 \| 11.112 \| \| \| 11.057 \| \| 12—14 \| 5.436 \| \| \| 5.493 \| \| 15—17 \| 5.330 \| \| \| 5.482 \| \| 18—24 \| 9.430 \| \| \| 11.618 \| \| 60+ \| 6.384 \| \| \| 7.550 \| \| Просек : \| 26,6 \| \| \| 28,1 \| |        |  |  |        |
| |        |  |  |        |
| | м      |  |  | ж      |
| 0—2 | 5.160  |  |  | 4.895  |
| 3—5 | 5.395  |  |  | 5.155  |
| 6—11 | 11.112 |  |  | 11.057 |
| 12—14 | 5.436  |  |  | 5.493  |
| 15—17 | 5.330  |  |  | 5.482  |
| 18—24 | 9.430  |  |  | 11.618 |
| 60+ | 6.384  |  |  | 7.550  |
| Просек : | 26,6   |  |  | 28,1   |

| #   | Индикатор                                                                                        | Вредност |
| --- | ------------------------------------------------------------------------------------------------ | -------- |
| 1   | Становништво од 0 до 2 године                                                                    | 10055    |
| 2   | Мушко становништво од 0 до 2 године                                                              | 5160     |
| 3   | Женско становништво од 0 до 2 године                                                             | 4895     |
| 4   | Становништво са 3 и више година                                                                  | 149447   |
| 5   | Мушко становништво са 3 и више година                                                            | 70283    |
| 6   | Женско становништво са 3 и више година                                                           | 79164    |
| 7   | Становништво са 5 и више година                                                                  | 142407   |
| 8   | Мушко становништво са 5 и више година                                                            | 66709    |
| 9   | Женско становништво са 5 и више година                                                           | 75698    |
| 10  | Становништво са 12 и више година                                                                 | 116728   |
| 11  | Мушко становништво са 12 и више година                                                           | 53776    |
| 12  | Женско становништво са 12 и више година                                                          | 62952    |
| 13  | Становништво са 15 и више година                                                                 | 105799   |
| 14  | Мушко становништво са 15 и више година                                                           | 48340    |
| 15  | Женско становништво са 15 и више година                                                          | 57459    |
| 16  | Становништво са 18 и више година                                                                 | 94987    |
| 17  | Мушко становништво са 18 и више година                                                           | 43010    |
| 18  | Женско становништво са 18 и више година                                                          | 51977    |
| 19  | Становништво од 3 до 5 година                                                                    | 10550    |
| 20  | Мушко становништво од 3 до 5 година                                                              | 5395     |
| 21  | Женско становништво од 3 до 5 година                                                             | 5155     |
| 22  | Становништво од 6 до 11 година                                                                   | 22169    |
| 23  | Мушко становништво од 6 до 11 година                                                             | 11112    |
| 24  | Женско становништво од 6 до 11 година                                                            | 11057    |
| 25  | Становништво од 8 до 14 година                                                                   | 25988    |
| 26  | Мушко становништво од 8 до 14 година                                                             | 12993    |
| 27  | Женско становништво од 8 до 14 година                                                            | 12995    |
| 28  | Становништво од 12 до 14 година                                                                  | 10929    |
| 29  | Мушко становништво од 12 до 14 година                                                            | 5436     |
| 30  | Женско становништво од 12 до 14 година                                                           | 5493     |
| 31  | Становништво од 15 до 17 година                                                                  | 10812    |
| 32  | Мушко становништво од 15 до 17 година                                                            | 5330     |
| 33  | Женско становништво од 15 до 17 година                                                           | 5482     |
| 34  | Становништво од 18 до 24 године                                                                  | 21048    |
| 35  | Мушко становништво од 18 до 24 године                                                            | 9430     |
| 36  | Женско становништво од 18 до 24 године                                                           | 11618    |
| 37  | Женско становништво од 15 до 49 година                                                           | 44019    |
| 38  | Становништво са 60 и више година                                                                 | 13934    |
| 39  | Мушко становништво са 60 и више година                                                           | 6384     |
| 40  | Женско становништво са 60 и више година                                                          | 7550     |
| 41  | Однос између мушкараца и жена                                                                    | 89.79    |
| 42  | Становништво од нуле до 14 година                                                                | 53703    |
| 43  | Становништво од 15 до 64 године                                                                  | 95869    |
| 44  | Становништво од 65 година и више                                                                 | 9930     |
| 45  | Просечан број деце                                                                               | 2.61     |
| 46  | Становништво рођено у ентитету                                                                   | 145826   |
| 47  | Мушко становништво рођено у ентитету                                                             | 68836    |
| 48  | Женско становништво рођено у ентитету                                                            | 76990    |
| 49  | Становништво рођено у другом ентитету                                                            | 10252    |
| 50  | Мушко становништво рођено у другом ентитету                                                      | 4993     |
| 51  | Женско становништво рођено у другом ентитету                                                     | 5259     |
| 52  | Становништво од 5 година и више резидентно у ентитету у јуну 2005. године                        | 136512   |
| 53  | Мушко становништво старосног доба од 5 година и више, резидентно у ентитету у јуну 2005. године  | 63077    |
| 54  | Женско становништво старосног доба од 5 и више година, резидентно у ентитету у јуну 2005. године | 73435    |
| 55  | Становништво од 5 година и више које је живело у другом ентитету у јуну 2005. године             | 2111     |
| 56  | Мушко становништво старије од 5 година које је живело у другом ентитету у јуну 2005. године      | 1029     |
| 57  | Женско становништво старије од 5 година које је живело у другом ентитету у јуну 2005. године     | 1082     |
| 58  | Становништво од 3 године и више које говори аутохтони језик                                      | 629      |
| 59  | Мушко становништво старо 3 године и више које говори аутохтони језик                             | 355      |
| 60  | Женско становништво старо 3 године и више које говори аутохтони језик                            | 274      |
| 61  | Становништво од 3 године и више које говори аутохтони језик и не говори шпански језик            | 1        |
| 62  | Мушко становништво старо 3 године и више које говори аутохтони језик и не говори шпански         | 1        |
| 63  | Женско становништво старо 3 године и више које говори аутохтони језик и не говори шпански језик  | 0        |
| 64  | Становништво старо 3 године и више које говори аутохтони језик и шпански                         | 461      |
| 65  | Мушко становништво старо 3 године и више које говори аутохтони језик и шпански                   | 256      |
| 66  | Женско становништво старо 3 године и више које говори аутохтони језик и шпански                  | 205      |
| 67  | Становништво од 5 година и више које говори аутохтони језик                                      | 621      |
| 68  | Становништво од 5 година и више које говори аутохтони језик и не говори шпански језик            | 1        |
| 69  | Становништво од 5 година и више које говори аутохтони језик и говори шпански језик               | 458      |
| 70  | Становништво у домородачким домаћинствима                                                        | 1076     |
| 71  | Становништво са ограничењима у активностима                                                      | 6108     |
| 72  | Становништво са ограниченим ходањем или кретањем, горе или доле                                  | 3368     |
| 73  | Становници са ограничењима вида, чак и уз кориштење сочива                                       | 1643     |
| 74  | Становништво са ограничењима говора, комуникације или конверзације                               | 537      |
| 75  | Становништво са ограниченим слухом                                                               | 613      |
| 76  | Становништво са ограничењима при одевању, купању или јелу                                        | 248      |
| 77  | Становништво са ограничењима у опажању или учењу једноставних ствари                             | 309      |
| 78  | Становништво са менталним ограничењима                                                           | 530      |
| 79  | Становништво без ограничења активности                                                           | 152551   |
| 80  | Становништво од 3 до 5 година које не похађа школу                                               | 4185     |
| 81  | Мушко становништво од 3 до 5 година које не похађа школу                                         | 2139     |
| 82  | Женско становништво од 3 до 5 година које не похађа школу                                        | 2046     |
| 83  | Становништво од 6 до 11 година које не похађа школу                                              | 427      |
| 84  | Мушко становништво од 6 до 11 година које не похађа школу                                        | 230      |
| 85  | Женско становништво од 6 до 11 година које не похађа школу                                       | 197      |
| 86  | Становништво од 12 до 14 година које не похађа школу                                             | 1013     |
| 87  | Мушко становништво од 12 до 14 година које не похађа школу                                       | 527      |
| 88  | Женско становништво од 12 до 14 година које не похађа школу                                      | 486      |
| 89  | Становништво од 15 до 17 година похађа школу                                                     | 5996     |
| 90  | Мушко становништво од 15 до 17 година похађа школу                                               | 2839     |
| 91  | Женско становништво између 15 и 17 година живота у школи                                         | 3157     |
| 92  | Становништво од 18 до 24 године похађа школу                                                     | 3300     |
| 93  | Мушко становништво од 18 до 24 године похађа школу                                               | 1516     |
| 94  | Женско становништво од 18 до 24 године похађа школу                                              | 1784     |
| 95  | Становништво од 8 до 14 година које не може да чита и пише                                       | 1121     |
| 96  | Мушко становништво старосног доба од 8 до 14 година које не може да чита и пише                  | 631      |
| 97  | Женско становништво старосног доби од 8 до 14 година које не може да чита и пише                 | 490      |
| 98  | Становништво од 15 година и више које је неписмено                                               | 12604    |
| 99  | Мушко становништво од 15 година и више које је неписмено                                         | 4604     |
| 100 | Женско становништво од 15 година и више које је неписмено                                        | 8000     |
| 101 | Становништво старо 15 и више година без школовања                                                | 15754    |
| 102 | Мушко становништво старо 15 и више година без школовања                                          | 6674     |
| 103 | Женско становништво старо 15 и више година без школовања                                         | 9080     |
| 104 | Становништво старосног доба 15 и више година са непотпуним основним образовањем                  | 15114    |
| 105 | Мушко становништво старосног доба од 15 година и више са непотпуном основним образовањем         | 7272     |
| 106 | Женско становништво старосног доба 15 и више година са непотпуном основним образовањем           | 7842     |
| 107 | Становништво старо 15 и више година са комплетним основним образовањем                           | 21007    |
| 108 | Мушко становништво старо 15 година и више са комплетним основним образовањем                     | 9549     |
| 109 | Женско становништво старо 15 и више година са комплетним основним образовањем                    | 11458    |
| 110 | Становништво старосног доба 15 и више година са непотпуним средњим образовањем                   | 6339     |
| 111 | Мушко становништво старосног доба од 15 година и више са непотпуним средњим образовањем          | 3456     |
| 112 | Женско становништво старосног доба од 15 година и више са непотпуним средњим образовањем         | 2883     |
| 113 | Становништво старо 15 и више година са пуним секундарном образовањем                             | 21520    |
| 114 | Мушко становништво старосног доба од 15 година и више са пуним секундарном образовањем           | 9732     |
| 115 | Женско становништво старосног доба од 15 година и више са пуним секундарном образовањем          | 11788    |
| 116 | Становништво старије од 18 година са постосновним образовањем                                    | 23357    |
| 117 | Мушко становништво старије од 18 година са постосновним образовањем                              | 10563    |
| 118 | Женско становништво старије од 18 година са постосновним образовањем                             | 12794    |
| 119 | Просечна оцена школовања                                                                         | 7.17     |
| 120 | Просечан ниво образовања мушке популације                                                        | 7.23     |
| 121 | Просечан ниво образовања женског становништва                                                    | 7.13     |
| 122 | Економски активно становништво                                                                   | 57733    |
| 123 | Економски активна мушка популација                                                               | 38597    |
| 124 | Економски активна женска популација                                                              | 19136    |
| 125 | Становништво које није економски активно                                                         | 58419    |
| 126 | Мушко становништво које није економски активно                                                   | 14827    |
| 127 | Женско становништво које није економски активно                                                  | 43592    |
| 128 | Запослено становништво                                                                           | 53477    |
| 129 | Запослено мушко становништво                                                                     | 34886    |
| 130 | Запослено женско становништво                                                                    | 18591    |
| 131 | Незапослена популација                                                                           | 4256     |
| 132 | Незапослена мушка популација                                                                     | 3711     |
| 133 | Незапослена женска популација                                                                    | 545      |
| 134 | Становништво без права на здравствене услуге                                                     | 55225    |
| 135 | Становништво које има право на здравствене услуге                                                | 103935   |
| 136 | Становништво које има право на ИМСС                                                              | 19090    |
| 137 | Становништво које има право на социјално осигурање                                               | 5267     |
| 138 | Становништво које има право на државно социјално осигурање                                       | 167      |
| 139 | Становништво које има право на опште осигурање или здравствено осигурање за нову генерацију      | 76670    |
| 140 | Становништво које је било једном или није било у браку током 12 година и више                    | 45387    |
| 141 | Венчано или уједињено становништво од 12 година и више                                           | 62348    |
| 142 | Становништво које је било у браку или уједињено 12 година и више                                 | 8807     |
| 143 | Становништво са католичком религијом                                                             | 150903   |
| 144 | Протестанти, еванђелисти и библијски следбеници различити од еванђелиста                         | 4186     |
| 145 | Становништво са другим религијама различитим од претходних                                       | 253      |
| 146 | Становништво без религије                                                                        | 3170     |
| 147 | Укупно пописаних домаћинства                                                                     | 35408    |
| 148 | Пописна домаћинства на челу са мушкарцима                                                        | 25347    |
| 149 | Пописна домаћинства на челу са женама                                                            | 10061    |
| 150 | Становништво у пописним домаћинствима                                                            | 158959   |
| 151 | Становништво у пописним домаћинствима на челу са мушкарцима                                      | 119876   |
| 152 | Становништво у пописним домаћинствима на челу са женама                                          | 39083    |
| 153 | Укупно домаћинстава                                                                              | 45799    |
| 154 | Укупно насељених домаћинстава                                                                    | 35699    |
| 155 | Укупно приватних кућа                                                                            | 45508    |
| 156 | Насељени приватни домови                                                                         | 35408    |
| 157 | Укупно насељених приватних кућа                                                                  | 35683    |
| 158 | Ненасељене приватне куће                                                                         | 6271     |
| 159 | Појединачна домаћинства за привремену употребу                                                   | 3829     |
| 160 | Становници у насељеним приватним кућама                                                          | 158959   |
| 161 | Насељеност станара у приватним становима                                                         | 4.49     |
| 162 | Просечно становника по соби у приватним насељеним домаћинствима                                  | 1.22     |
| 163 | Појединачна домаћинства са подовима од различитих материјала од земље                            | 33139    |
| 164 | Појединачна домаћинства у приземљу                                                               | 2099     |
| 165 | Појединачна домаћинства са једном спаваћом собом                                                 | 11794    |
| 166 | Појединачна домаћинства са две спаваће собе и више                                               | 23487    |
| 167 | Појединачна домаћинства са једним собом                                                          | 1966     |
| 168 | Појединачна домаћинства са две собе                                                              | 6428     |
| 169 | Појединачна домаћинства са 3 собе и више                                                         | 26838    |
| 170 | Појединачна домаћинства која имају електрично светло                                             | 33995    |
| 171 | Појединачна домаћинства која немају електрично светло                                            | 1284     |
| 172 | Појединачна домаћинства која имају водоводну воду у стамбеном простору                           | 30186    |
| 173 | Појединачна домаћинства која немају водоводну воду у стамбеном простору                          | 5043     |
| 174 | Појединачна домаћинства која имају тоалет                                                        | 28515    |
| 175 | Појединачна домаћинства која имају канализацију                                                  | 27104    |
| 176 | Појединачна домаћинства која немају канализацију                                                 | 7908     |
| 177 | Појединачна домаћинства која имају електрично светло, довод воде из јавне мреже и канализацију   | 24583    |
| 178 | Појединачна домаћинства без икаквих услова                                                       | 793      |
| 179 | Појединачна домаћинства која имају радио                                                         | 29734    |
| 180 | Појединачна домаћинства која имају телевизор                                                     | 32919    |
| 181 | Појединачна домаћинства која имају фрижидер                                                      | 28473    |
| 182 | Појединачна домаћинства која имају машину за веш                                                 | 19651    |
| 183 | Појединачна домаћинства која имају аутомобил или комби                                           | 16049    |
| 184 | Појединачна домаћинства која имају рачунар                                                       | 8057     |
| 185 | Појединачна домаћинства која имају фиксну телефонску линију                                      | 14102    |
| 186 | Појединачна домаћинства која имају мобилни телефон                                               | 20171    |
| 187 | Појединачна домаћинства која имају приступ интернету                                             | 5937     |